# Canal CB24
CB24 Noticias Centroamérica (más conocido como CB24) fue un canal de televisión abierta costarricense de programación noticiosa. Tenía corresponsales en todos los países del istmo, a excepción de Belice (Costa Rica, Guatemala, El Salvador, Honduras, Nicaragua y Panamá), y su sede central estuvo ubicada en San Rafael de Escazú, Costa Rica.
A partir de 2016 enfrentó una crisis económica que lo llevó a ir cerrando operaciones paulatinamente y aunque por iniciativa de sus propietarios Carlos García y su mamá Blanca Ibañez, así como Saúl García Ibañez sus extrabajadores fueron citados para firmar arreglos de pago en el Ministerio de Trabajo, estos no se cumplieron, posteriormente sentencias judiciales fallaron a favor de los extrabajadores, sin embargo para ese momento la Sociedad Anónima Central American Broadcasting Veinticuatro ya no tenía con que pagar, habían dejado el país dejando deudas por concepto prestaciones y otras garantías.

## Historia
CB24 fue lanzado oficialmente el 18 de marzo de 2011. Es una empresa de capital venezolano-brasileño y su presidente es el venezolano Carlos García.
A partir de 2016 enfrentó una crisis económica que lo llevó a ir cerrando operaciones paulatinamente y aunque por iniciativa de sus propietarios Carlos García y su mamá Blanca Ibañez, así como Saúl García Ibañez sus extrabajadores fueron citados para firmar arreglos de pago en el Ministerio de Trabajo, estos no se cumplieron, posteriormente sentencias judiciales fallaron a favor de los extrabajadores, sin embargo para ese momento la Sociedad Anónima Central American Broadcasting Veinticuatro ya no tenía con que pagar, habían dejado el país dejando deudas por concepto prestaciones y otras garantías.

## Programación
El canal poseía cuatro ediciones diarias de noticias, programas de deportes, entretenimiento, entrevistas de opinión, estilo de vida, con secciones sobre salud, cocina y bienestar físico. Cuenta con corresponsales en cada uno de los países de Centroamérica (a excepción de Belice, país de habla inglesa), que informan a la audiencia con notas de actualidad centroamericana y mundial. Entre sus presentadores habían figuras tan reconocidas como Alberto Padilla, Glenda Umaña, Ana Karina Villalba y Raquel Aguilar, entre otros, los cuales formaron parte del personal habitual de CB24.

## De señal abierta a streaming
CB24 TV, un canal especializado en noticias de América y su impacto en el mundo, realizó una importante transición en 2019, cuando cesó sus transmisiones por señal abierta y cable operadora para enfocarse en el crecimiento y posicionamiento a través de plataformas digitales. Este cambio estratégico permitió a CB24 adaptarse a las innovaciones y tendencias del mercado informativo, ofreciendo contenido en tiempo real y bajo demanda a una audiencia más amplia. Además, la transición al streaming ha permitido al canal expandir su cobertura y presencia, consolidándose como una fuente de información relevante en todo el continente.